# Raisinier de Chine
Pour les articles homonymes, voir Raisinier.
Hovenia dulcis
Espèce
Classification phylogénétique
Le Raisinier de Chine, jujube zig-zag,  hovénie sucrée, Kouai-tsao (chinois) ou japanese raisin-tree (anglais) (Hovenia dulcis), est une espèce de plantes à fleurs de la famille des Rhamnaceae. C'est un arbre rustique originaire d'Asie (Japon, Est de la Chine, Corée et jusqu'à 2 000 m d'altitude dans l'Himalaya) qui a été introduit comme arbre d'ornement dans de nombreux pays.

## Description
L'arbre peut mesurer jusqu'à une dizaine de mètres. Dans sa zone de rusticité (USDA 5a à 9b, autrement dit extrêmes de froids -28 à -3 °C), il a besoin de soleil et d'un sol humide bien drainé pour se développer, dans les climats plus méridionaux il souffre d'un excès d'ensoleillement. Il demande un sol neutre où légèrement alcalin.
Son écorce gris clair se fissure en longues lanières.
Ses feuilles cordiformes brillantes de 10 à 15 cm de long sont caduques .
Ses fleurs hermaphrodites sont disposées en inflorescences blanches.
Les pédoncules du fruit sont pulpeux et mûrs en novembre (hémisphère nord), ils se récoltent à la chute des feuilles. Ils sont sucrés avec un goût entre pomme et poire, la texture est croquante et juteuse.
À maturité, ils contiennent 11,4 % de glucose, 4,7 % de fructose, 12 % de saccharose, 15 % de protéines et 7,8 % de lipides .

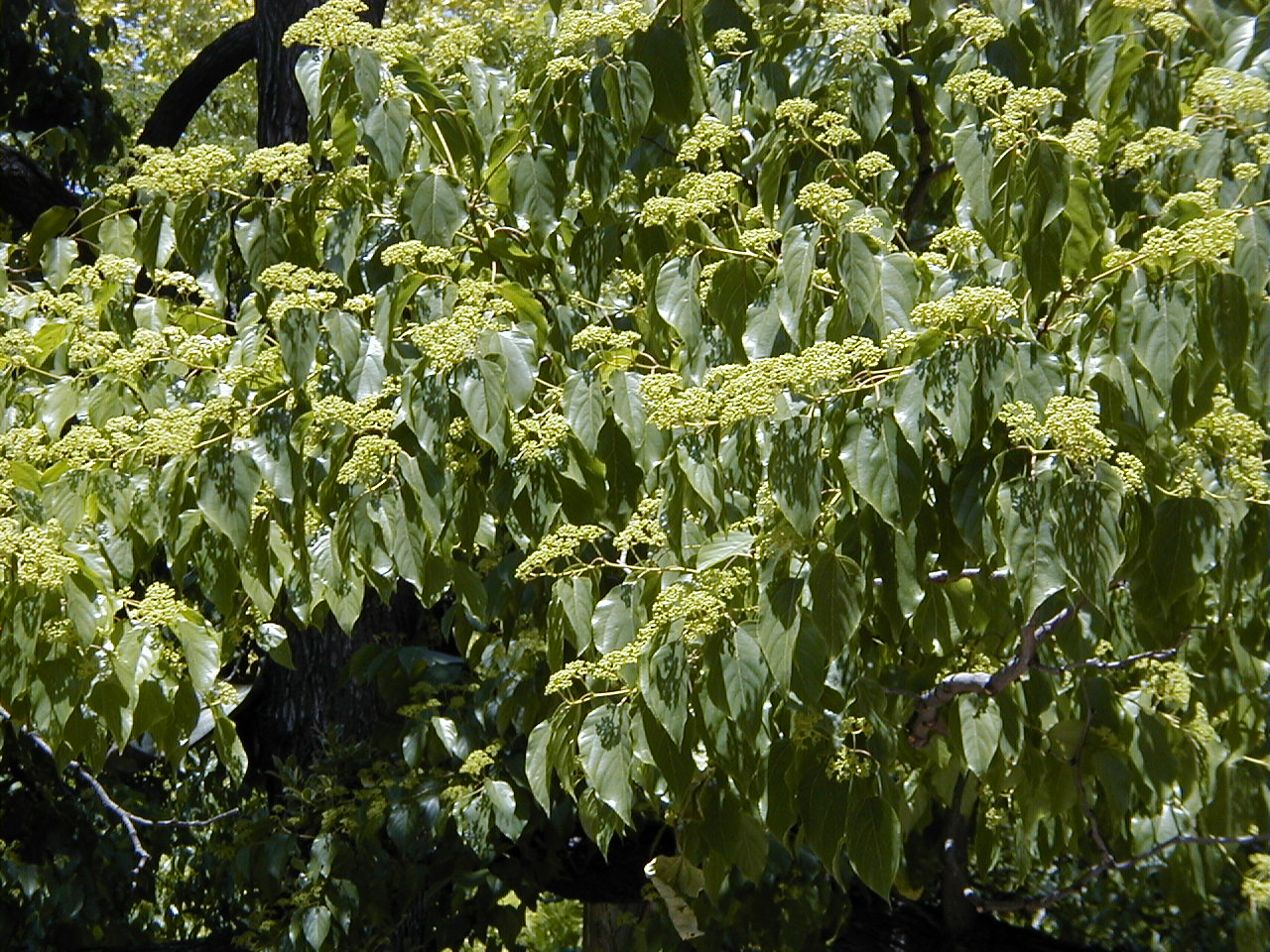
Feuilles et fleurs.
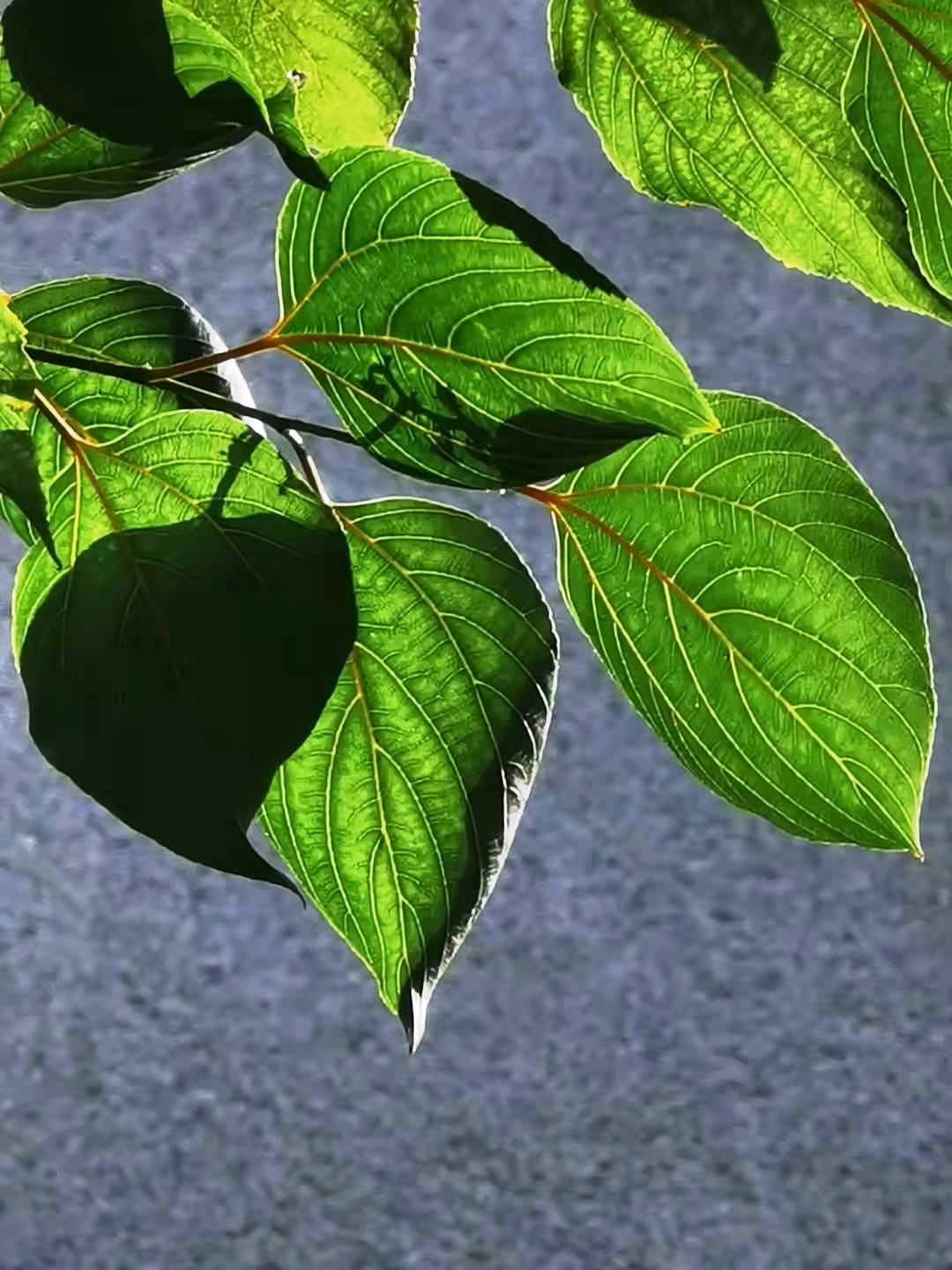
Veine de feuille.
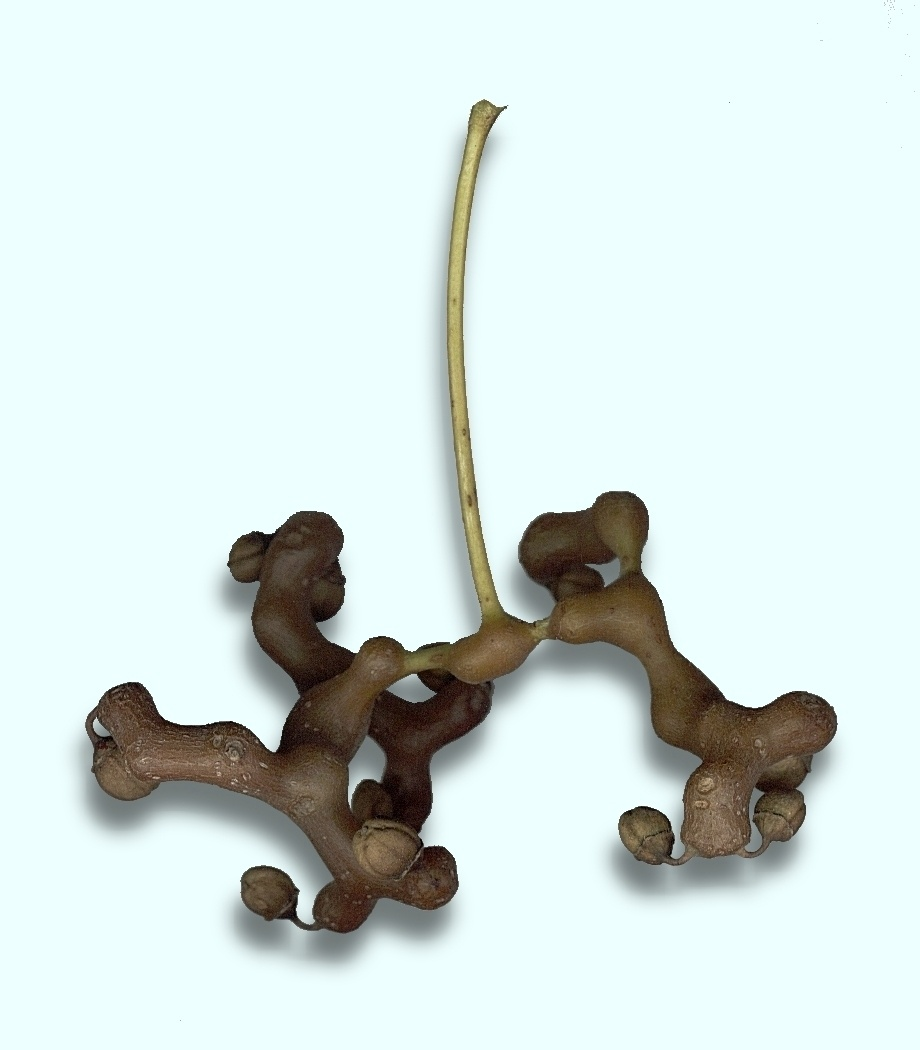
Drupes d'hovénie à maturité, attachées à leur tige charnue comestible.
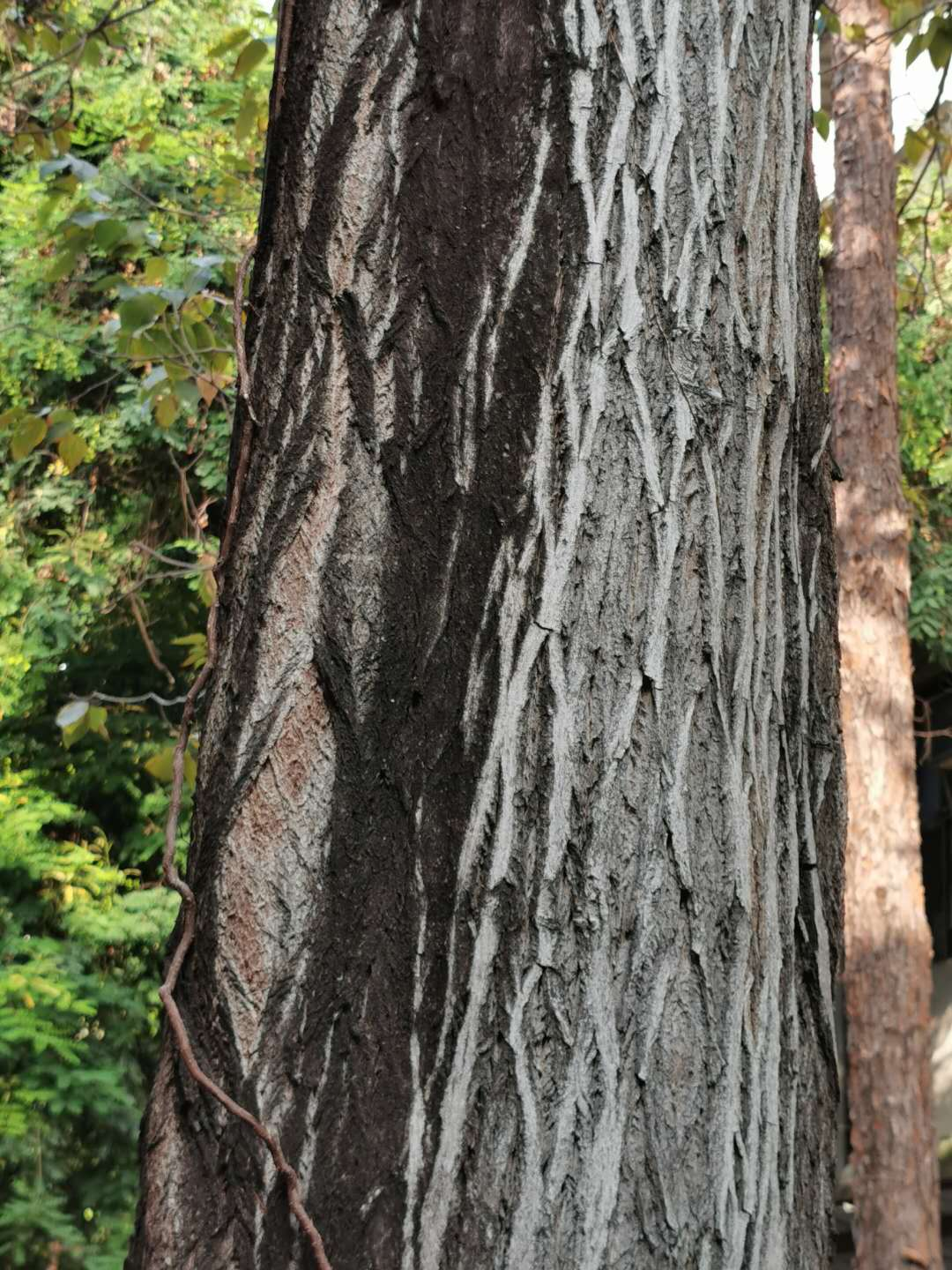
Écorce.

## Utilisation
Un extrait de ses graines peut être utilisé comme un substitut de miel. Au Japon, on mange ses pédoncules crus ou cuits, frais ou secs.
Les feuilles et les fruits sont utilisées en Corée et en Chine en tisane pour prévenir ou réduire les effets de l'alcool ,. Cet effet a été démontré expérimentalement chez le rat (2004) . On extrait de ses feuilles un produit nommé hodulcine, principe sélectif diminuant la saveur sucrée,. Le pédoncule du fruit est riche en triterpènes glycosides aux effets antiallergiques.
Au Brésil où l'arbre a été utilisé comme ombrage et est devenu invasif, les fruits mûrs sont démontrés toxiques pour les bovins.